# Kassai Napló
Kassai Napló független politikai napilap, mely előbb 1884–1918 között Felsőmagyarország címen jelent meg, ám alcíme már ekkor is a Kassai Napló volt. A csehszlovák államfordulat után az emigráns írók (Ignotus, Barta Lajos, Szende Pál) színvonalas, korszerű újsággá formálták.
A lap nagy figyelmet szentelt a szépirodalomnak, a művészetnek és a kulturális életnek, s ilyen jellegű rovataival és kitűnő irodalmi mellékleteivel (Új Élet, Kassai Napló Vasárnapja) folyóiratot pótló szerepet töltött be. A Petőfi- és Ady-kultusz egyik legaktívabb bázisa, s József Attila (cseh)szlovákiai népszerűsítésében is vezető szerepe volt.
Itt nőttek fel olyan kitűnő csehszlovákiai magyar újságírók és szerkesztők, mint Dzurányi László vagy Győry Dezső. A kezdő Fábry Zoltán legtöbb és legjelentősebb írása itt jelent meg, s az első nemzedék további írói közül itt vált ismertté Darkó István, Földes Sándor, Jarnó József, Komlós Aladár, Márai Sándor, Merényi Gyula, Mihályi Ödön, Sebesi Ernő, Simándy Pál, Tamás Mihály, Urr Ida, Vécsey Zoltán, Vozári Dezső. Itt kezdett Bacsó Béla újságíró, szocialista mártír is.
1925 őszétől az addig független lap súlyos anyagi válságba jutott, amit nem kis mértékben a bulvárjellegű Kassai Újság konkurenciája idézett elő. A Magyar Nemzeti Párt befolyása alá kerülő lap egy ideig Az Újság, majd Napló címmel jelent meg, míg végül 1929 júliusában megszűnt.

## Szerkesztői
- 1918 Kendi Zoltán
- 1918 Szepessi Miksa
- 1927 Telléry Gyula
- 1928 Keller Imre